# 怪島

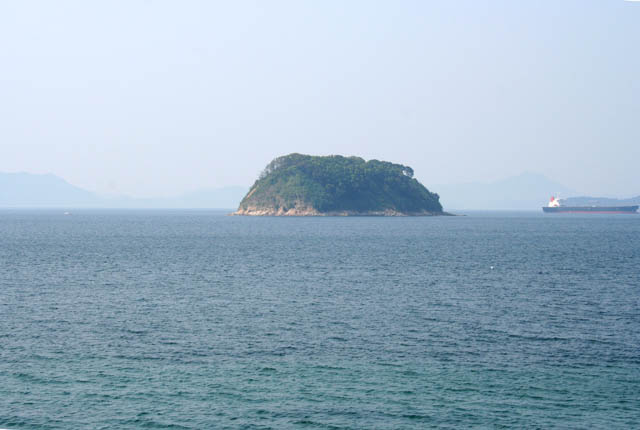
怪島遠景。国道196号から望む

怪島（けしま）は、瀬戸内海の諏訪ノ鼻（愛媛県今治市大西町別府地区）の北西約1.7km沖合いの斎灘に浮かぶ小島。無人島。標高42.2m。愛媛県今治市（旧：越智郡大西町）に属する。

## 概要
瀬戸内海国立公園に含まれる。
島の周辺は岩礁が多く、潮流も速い。スズキやタイの好漁場としても知られる。
国道196号の高城ポケット・パークに碑がある。　

## 地名の由来
怪島は古くから斎灘を航海する船の目印となっていた。海賊たちが根城として、沖を通る船を襲うこともあったようで、そのため、「怪しき者」が棲む島として、「怪島」と名づけられたとされる。

## 歴史
中世、戦国時代には伊予の豪族・河野氏の将神野左馬允が出城を築き、島全体が要塞として、来島水軍の西の支城としての役目を果たした。しかしながら、1585年豊臣秀吉の四国征伐の命を受けた小早川隆景の軍勢に滅ぼされた。
島内には、古井戸や桟橋の跡などが残る。